# 카시와바라 슈지
가시와바라 슈지(일본어: 柏原収史, 1978년 12월 23일 ~ )는 일본의 배우이다.

## 출연 작품

### 영화
- 2003년: 《오늘의 사건 사고》
- 2004년: 《피와 뼈》
- 2017년: 《그들이 진심으로 엮을 때》 - 요시오 역